# 飛行棋
飛行棋是十字戲類遊戲，以模擬飛機飛航為主題，遊戲以飛機由機場起飛至目的地，所以稱為飛行棋。飛行棋是中國參考英國十字戲發展出來的，而英國十字戲是從印度十字戲演變出來的。

## 配件
- 特製棋盤一張
- 紅、黃、藍及綠色的棋子各四顆
  - 其中華雄實業公司版本 （页面存档备份，存于）將紅=英國領空、黃=法國、藍=中華民國、綠=美國
- 骰子一個

## 基本遊戲規則

### 傳統玩法
- 兩至四人，輪流擲骰子。
- 輪至自己時，擲骰子開始，擲到6時才可以「起飛」（部分版本擲到偶數(即2、4、6)便可起飛），把自己其中一顆棋放到「起飛」處。下一次再擲便可按骰子點數而決定步數。
- 擲到 6 時，走完棋後可重擲一次。但擲到三次 6 時，該玩家其中一隻棋子便要返回機場，俗稱「三次六返大陸」。
- 同色的棋子是可以疊起，但是可否疊著行，便由所有玩家自行決定。
- 棋子踏上本身棋子的顏色（終點除外）時，可以跳四格。
- 如果棋子踏上（不是跳上）正前面有長虛線通往對面那一格又是自己的顏色時，便可以「飛」到虛線盡頭，再多跳四格；如果是跳到那格，也可以飛過，但不可再多跳四格。如果飛過虛線時虛線上有對方的棋子，則可以把對方的棋子「吃掉」。
- 當自己的棋子疊上別人的棋子時，便可以「吃掉」所有在那一格的所有棋子(不包括自己的棋子)。它便要返回自己的機場，重新起飛（不管多少）。
- 棋子走到自己顏色的柺彎箭頭時，表示已經快到終點。以後擲到的點數，便在那個大箭頭走。
- 如果在大箭頭擲的點數過大時，到達終點時要「反彈」。
- 如果你的棋子在大箭頭上剛好是另一種顏色的虛線，而輪到那個顏色的棋子「飛」過時，你那隻棋子就要返回機場。
- 棋子的步數剛到達終點時，便可以返回機場。但要反轉棋子，表示已經完成了飛行。
- 最快完成所有棋子的玩家便是第一名，如此類推。
- 如果跳時站在其他棋子上，該棋子便返回機場。

### 創新玩法
- 一些新設計的飛行棋加入新的規則，如會配備多一枚「幸運骰」，有獎有罰。[1]
- 除了使用實體棋盤，也出現手機版的飛行棋，可與電腦對戰，或與其它玩家連線對戰。[2]